# Cantó de Genas
El cantó de Genas (en francès canton de Genas) és una divisió administrativa francesa del departament del Roine, situat al districte de Lió. Té 8 municipis i el cap és Genas. Es creà el 2015.

## Municipis
- Colombier-Saugnieu
- Genas
- Jons
- Pusignan
- Saint-Bonnet-de-Mure
- Saint-Laurent-de-Mure
- Saint-Pierre-de-Chandieu
- Toussieu

## Consellers departamentals
| Data d'elecció | Identitat           | Partit | Qualitat |
| -------------- | ------------------- | ------ | -------- |
| 2015 -         | Christiane Guicherd | LR     |          |
| 2015 -         | Daniel Valéro       | LR     |          |